# Marketing de Halo 3

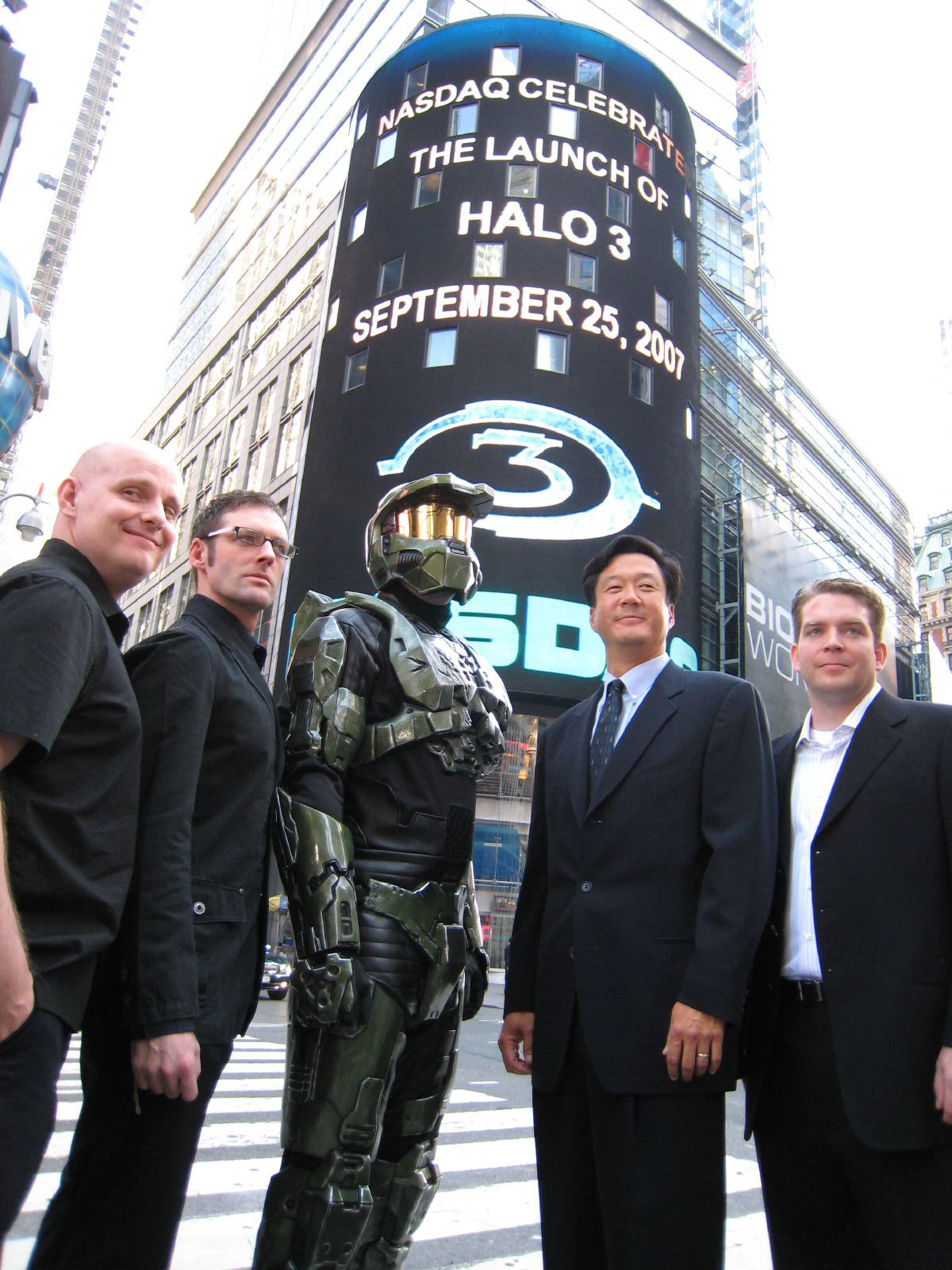
O lançamento de Halo 3 foi celebrado com mais de 10.000 festas de lançamento em todo o mundo, como esta no edifício da NASDAQ em New York City.

O jogo eletrônico de tiro em primeira pessoa Halo 3 foi foco de uma extensa campanha de marketing que começou com a desenvolvedora do jogo, Bungie, anunciando o jogo através de um trailer na Electronic Entertainment Expo em maio de 2006. A Microsoft, publicadora do jogo, planejou uma estratégia de marketing em cinco frentes para maximizar as vendas e atrair os jogadores casuais e exigentes. A Bungie produziu trailers e documentários em vídeo para promover o jogo, em parceria com empresas como o Digital Domain e o Weta Workshop. Os produtos licenciados, incluindo figuras de ação, brinquedos e refrigerante com a marca Halo 3, foram lançados antes do jogo; a franquia utilizou mais de 40 produtos licenciados para promover o jogo; e a campanha publicitária acabou custando mais de US$ 40 milhões.
Enquanto o lançamento de Halo 2 teve recordes na indústria, a grande imprensa não foi totalmente envolvida na cobertura do jogo; parte da estratégia da Microsoft era envolver totalmente leitores casuais e a imprensa na história. A saturação de publicidade e promoções levou a Wired para o estado: "O lançamento do Halo 3 esta semana foi um evento que se estendia muito além do nosso pequeno mundo nos jogos. Todos, desde o The New York Times a Mother Jones queriam cobrí-lo".
Lançado em 25 de setembro de 2007, Halo 3 se tornou a maior estreia de entretenimento da história, ganhando mais de US$ 170 milhões em alguns dias e vendendo um recorde de 3.300.000 cópias apenas em sua primeira semana de vendas. O marketing de Halo 3 ganhou vários prêmios e foi citado como evidência da crescente popularidade dos jogos.

## Desenvolvimento
Jerret West, um gerente de produto do grupo mundial da Microsoft, disse em uma conferência de marketing que a equipe de marketing de Halo 3 tinha um mandato do executivo da Microsoft, Peter Moore: "Não estragar". Grande parte da organização de marketing foi gerenciada pelo ex-vice-presidente corporativo de marketing global da Microsoft, Jeff Bell. Um dos principais desafios que a equipe identificou no início foi que os jogadores principais sabiam que o jogo estava saindo, mas havia "um problema de percepção... queríamos convidar pessoas para o console e para o Xbox 360 e jogar Halo 3 como um produto de entretenimento no mercado em massa", de acordo com o gerente de produto Chris Lee. Desde que Halo 3 foi lançado como exclusivo do Xbox 360, parte do esforço de marketing foi a venda de mais consoles Xbox, que haviam encontrado vendas lentas.
A Microsoft planejou publicidade e promoções para atrair jogadores casuais e hardcore em uma estratégia de marketing em cinco frentes. A primeira fase foi lançar o marketing por meio de um comercial de televisão. A segunda fase foi um teste beta do jogo para direcionar pré-encomendas e a atenção da imprensa. A terceira fase foi o início de um jogo de realidade alternativa chamado Iris. A quarta fase foram as promoções dos parceiros, coroadas com uma campanha publicitária final, intitulada "Believe".
Embora a Microsoft tenha usado formas de marketing viral para promoção (incluindo o jogo de realidade alternativa ou ARG), o foco principal dos esforços da empresa eram os meios de comunicação tradicionais. Como já havia interesse no título entre a comunidade de jogos, a Microsoft não sentiu a necessidade de executar uma campanha de mídia social; em vez disso, apostou na comunidade de jogos para espalhar a palavra. O foco na mídia tradicional ajudaria a expandir a base de fãs além dos jogadores estabelecidos e convenceria o público de que o jogo era um marco cultural. Para criar interesse público, a Microsoft fez declarações públicas de que o Halo 3 ultrapassaria os recordes de vendas de mídia, incluindo o recorde de julho de 2007 de US$ 166 milhões estabelecido pelo lançamento de Harry Potter and the Deathly Hallows.
O objetivo da Microsoft era vender 1,5 milhão de cópias do jogo. Uma pesquisa de marketing sugeriu que os "fiéis de Halo" só eram 75% desse valor, o que significa que 375.000 cópias teriam que ser vendidas a "não fãs". Assim, os objetivos de marketing eram atrair um público além da nação Halo e quebrar recordes de vendas; em resumo, "fazer de Halo 3 um verdadeiro fenômeno cultural". A equipe aumentou seus objetivos, não apenas vendendo o número alvo de cópias, mas tornando Halo 3 o maior lançamento de entretenimento de todos os tempos.

## Vídeos promocionais
Uma forma significativa de marketing foi realizada por lançamento de vídeos. Embora a Bungie frequentemente tenha parceria com outras empresas para criar anúncios, eles também produziram seus próprios documentários em vídeo, ou "ViDocs", detalhando o desenvolvimento nos bastidores dos aspectos de Halo 3, incluindo o redesign dos Brutes inimigos, adições ao multijogador e outras características do jogo. O primeiro ViDoc foi lançado logo após o anúncio do jogo e foi um vídeo em estilo making-of, enquanto o ViDoc final estreou em 20 de setembro de 2007.

### Trailerse curtas
Halo 3 foi anunciado oficialmente através de um trailer cinematográfico renderizado em tempo real, mostrado na conferência de imprensa da Microsoft na E3 de 2006, em 9 de maio. O trailer é ambientado nas planícies secas da África, com as ruínas de um elevador espacial e outros danos visíveis. Master Chief é lentamente revelado caminhando entre fumaça e poeira, às vezes obscurecido por imagens distorcidas da inteligência artificial Cortana transmitindo uma mensagem composta por partes de linhas da personagem em Cortana Letters, bem como uma linha do poema The Hollow Men. A voz distorcida de Cortana foi uma pista deliberada da situação da personagem em Halo 3, com um membro da equipe da Bungie afirmando: "Não sabemos o que aconteceu com ela ... Não sabemos se é Cortana. poderia ser qualquer tipo de voz bizarra, quase satânica. Algo parece errado". O trailer contou com a música de Martin O'Donnell, com a adição de uma seção de piano e metais ao clássico tema Halo.
A empresa de publicidade McCann Erickson criou um segundo trailer, que foi ao ar apenas uma vez em 4 de dezembro de 2006. O vídeo usou uma mistura de gráficos criados por computador e live action; a computação gráfica foi produzida pela Digital Domain e dirigida por Joseph Kosinski. O local, apelidado de "Starry Night", foi visto por 7,9 milhões de espectadores em sua transmissão e assistido mais de 3,5 milhões de vezes no YouTube em setembro de 2007. O trailer final, exibido na E3 de 2007 em 11 de julho, consistia na cinemática e na jogabilidade reais da campanha.
Os teasers de vídeo de Halo 3 incluíram uma série de vídeos dirigidos por Neill Blomkamp, o diretor proposto de um possível filme de Halo produzido por Peter Jackson. Ao contrário de trailers e vídeos anteriores, os curtas foram os primeiros a representar o universo Halo em um cenário live action. A produção foi uma colaboração entre a Weta Workshop, Neill Blomkamp e Bungie. Quando perguntado sobre os curtas, Neill disse que esperava que isso ajudasse a interessar estúdios de cinema em seu projeto de filme atualmente inativo, uma vez que perdeu o suporte de estúdio em outubro de 2006. A GameTrailers lançou uma compilação dos três vídeos editados juntos, intitulando Landfall.
O primeiro vídeo live action, intitulado Arms Race, foi originalmente exibido na Electronic Entertainment Expo 2007. Foi seguido por outro curta, Combat, que apresentava Covenant e veículos e armas humanos. O vídeo final da série foi ao ar em 4 de outubro de 2007; e foi usado pelo Discovery Channel para promover seu reality show Last One Standing. O curta vincula os eventos descritos ao início de Halo 3, que começa quando Master Chief despenca na Terra.

### Campanha "Believe"
A última grande campanha de publicidade antes e durante o lançamento de Halo 3 foi uma série de vídeos com o slogan "Believe", com início em 11 de setembro de 2007. Estes vídeos, com um custo estimado de US$ 10 milhões, foram dirigido por Rupert Sanders (conhecido por anúncios de videogame) e feito para representar uma representação genérica de uma única batalha em Halo 3. Vídeos live action mostravam veteranos de guerra idosos no "Museu da Humanidade", relembrando a guerra Humano-Covenant e o papel que Master Chief desempenhou. O site Believe permitiu aos visitantes percorrer o comprimento de um diorama maciço com mais de 110 metros quadrados de tamanho e mais de 3,65 metros de altura, com figuras humanas e Covenant feitas à mão, representadas na escala da décima segunda. Segundo a Microsoft, a apresentação incomum de um modelo, em vez de computação gráfica, foi escolhida para examinar "os temas que estão no coração da trilogia Halo - guerra, dever, sacrifício e, mais importante, o heroísmo de Master Chief." A trilha sonora do vídeo "Museum of Humanity" é uma seleção intitulada "For All of Us"; e foi composta para o vídeo por Jay Green com a Big Science Music.
O diorama foi construído através de uma colaboração entre a New Deal Studios, com sede em Los Angeles, Califórnia; e a Stan Winston Studios. O diretor Rupert Sanders fez com que os atores substituíssem os fuzileiros navais, capturando suas expressões faciais e usando-as como base das miniaturas. Os ativos de personagens da Bungie, incluindo modelos e armaduras alienígenas, foram recriados e reconstruídos para reutilização. As ruínas da cidade retorcida onde o diorama se passa foram inspiradas nos subúrbios bombardeados do Afeganistão. Foi dada atenção especial à criação de um cenário foto-realista, que fosse reconhecidamente Halo.

## Teste beta público

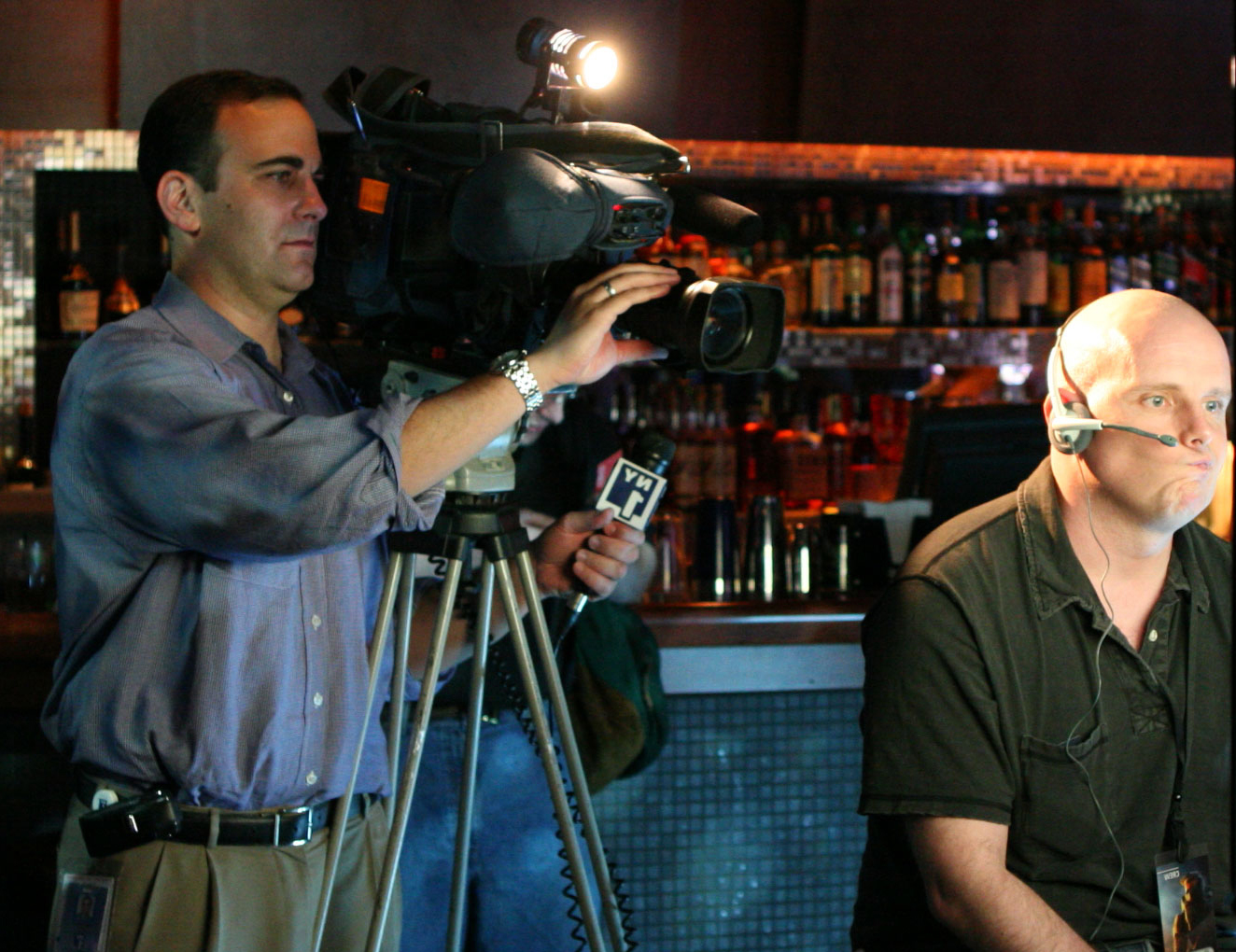
O ex-funcionário da Bungie Frank O'Connor joga o beta de Halo 3.

Em 10 de abril de 2007, a Bungie anunciou que um teste beta do componente multijogador de Halo 3 seria executado de 16 de maio a 6 de junho, aberto para selecionar membros do público. Os jogadores podiam entrar na versão beta de várias maneiras. Os testadores foram selecionados entre aqueles que se inscreveram no portal Halo3.com após o comercial "Starry Night" ou entre os primeiros 13.333 jogadores a se registrar depois de jogar três horas de Halo 2 no Xbox Live. Os jogadores também podiam comprar uma cópia especialmente marcada do título do Xbox 360, Crackdown, que permitia que os jogadores baixassem a versão beta após o seu lançamento.
A parte pública da versão beta consistiam em partidas no matchmaking em três mapas multijogador: Valhalla, High Ground e Snowbound. A versão beta pública também continha uma versão limitada do recurso "filmes salvos", que permite aos jogadores salvar e assistir aos seus jogos. No dia em que a versão beta pública começou, foram relatados problemas dos proprietários de Crackdown que eles não podiam baixar a versão beta. A Bungie anunciou que a equipe da Microsoft encontrou uma solução e que o problema seria resolvido em breve; um patch foi distribuído para o Crackdown que corrigiu o problema. A Bungie também estendeu a versão beta até 10 de junho de 2007 para compensar o problema. Segundo Jerret West, gerente global de produtos do grupo, permitir que os usuários entrassem na versão beta criou "um investimento psicológico" no jogo. "A ideia era basicamente tornar o lançamento beta enorme e deixar que os formadores de opinião fizessem o lançamento para você... realmente impulsioná-lo além da imprensa de jogos". A versão beta causou um aumento nas pré-encomendas para a versão comercial do jogo.

## Jogo de realidade alternativa
Um componente do marketing de Halo 3 foi um jogo de realidade alternativa ou ARG chamado "Iris". Jogos de realidade alternativa, que envolvem jogabilidade entre mídias e participação de jogadores, já haviam sido usados anteriormente para a promoção do Halo 2 na forma do influente e premiado I Love Bees. Logo após o término da versão beta pública de Halo 3, um usuário chamado "AdjutantReflex" apareceu nos fóruns oficiais de Halo 3 na Bungie e começou a postar. Um anúncio da Circuit City vazou na web dias antes, revelando o endereço da web de uma história em quadrinhos interativa que poderia ser manipulada para revelar os endereços IP de outra série de sites. Um site era o lar da "Society of the Ancients", um grupo supostamente interessado em evidências de artefatos Forerunner deixados na Terra. Outro apresentava um objeto Forerunner que gradualmente revelou registros de texto e videoclipes.

## Mercadorias e promoções
O lançamento de Halo 3 coincidiu com o lançamento de vários jogos, figuras de ação e brinquedos colecionáveis. A WizKids desenvolveu um jogo de miniaturas colecionáveis Clix, intitulado Halo ActionClix, que foi lançado em 18 de setembro de 2007. O jogo de mesa apresenta figuras em miniatura do universo Halo, incluindo personagens e veículos. As figuras de Halo ActionClix foram ocasionalmente incluídas no jogo em pacotes promocionais, e as lojas Gamestation no Reino Unido ofereceram uma estatueta do Master Chief para as primeiras 1000 pré-encomendas de Halo 3 Legendary Edition.
Enquanto as séries anteriores de figuras de ação de Halo foram produzidas pela Joyride Studios, Todd McFarlane produziu vários conjuntos de figuras de ação relacionadas ao Halo 3. Além das figuras articuladas divulgadas ao longo de 2008, McFarlane também divulgou figuras inarticuladas e detalhadas de 30,48 centímetros em novembro. Outras empresas que produziram figuras e estátuas de Halo 3 incluem a Kotobukiya, uma empresa japonesa especializada em estátuas de alta qualidade e réplicas, e a Weta Collectibles, uma divisão criada pela famosa empresa de efeitos físicos Weta Workshop. A Weta Collectibles leiloou quatro das estátuas de sua linha, especialmente fundidas em prata esterlina sólida, em leilão no eBay em agosto.
A Microsoft colaborou com outras empresas para produzir mercadorias e promoções com o tema Halo em varejistas e fornecedores. A PepsiCo criou uma variante do Mountain Dew chamada Game Fuel.A 7-Eleven vendeu uma versão Slurpee da bebida. A Burger King anunciou uma promoção especial a partir de 24 de setembro de 2007, com desenhos e personagens de Halo em embalagens de alimentos. A Microsoft patrocinou o carro nº 40 dirigido por David Stremme para a Chip Ganassi Racing na Dover 400 Nextel Cup Series. O carro de corrida exibia uma pintura inspirada em Halo 3, com o título do jogo impresso de forma proeminente no capô e no para-choque traseiro, além de fotos grandes do Master Chief em cada um dos para-lamas traseiros.

## Lançamento e impacto
Mais de 10.000 lojas de varejo nos Estados Unidos realizaram festas de lançamento à meia-noite para o lançamento de Halo 3 além de outros locais ao redor do globo. A Microsoft coordenou suas próprias festas de lançamento em várias cidades, e os funcionários da Bungie viajaram pelo mundo para realizar festas, além de uma festa de lançamento realizada no local de trabalho da Bungie; Larry Hryb participou da festa de lançamento da cidade de Nova York. Lançamentos patrocinados incluíram brindes e chances de os fãs jogarem Halo contra celebridades e membros da equipe Bungie. O BFI IMAX Theatre em Londres foi dedicado ao Halo 3, enquanto algumas áreas no Reino Unido cancelaram os lançamentos da meia-noite com medo de irregularidades das grandes multidões.
Halo 3 foi fenomenalmente bem sucedido após o lançamento. O jogo faturou US$ 170 milhões em vendas nos EUA no primeiro dia de lançamento, gerando mais dinheiro em 24 horas do que qualquer outra propriedade de entretenimento americana até aquele momento. Halo faturaria mais US$ 130 milhões até o final da semana e venderia 3,3 milhões de unidades até o final do mês. Em 2008, Halo 3 havia vendido 4,8 milhões de unidades nos Estados Unidos, totalizando 8,1 milhões de unidades em todo o mundo, tornando-o o jogo mais vendido de 2007 nos Estados Unidos.
Críticos e publicações apontaram o enorme marketing e lançamento do Halo 3 como evidência de que os jogos eletrônicos "finalmente atingiram o mainstream". O crítico de videogame Steve West, do CinemaBlend.com, apontou o fenômeno Halo 3 como evidência da integração dos jogos eletrônicos, afirmando que"... Como filmes, rádio e televisão antes, os jogos estão se tornando cada vez mais aceitos na cultura popular". Para capitalizar a atenção popular, o site irmão da Joystiq, o Xbox360Fanboy, observou: "A Microsoft afirma que esse impulso [de marketing] é necessário para manter a aparência de 'um grande evento de mídia em massa'."
Nos prêmios PRWeek, a Microsoft ganhou a "Campanha de Tecnologia do Ano", juntamente com a Edelman para o lançamento de Halo 3. No ANDY Awards de 2008, a campanha "Believe" ganhou o "GRANDY", o grande prêmio. A publicidade de Halo 3 também ganhou cinco 'cubos de ouro', um 'cubo de prata' e dois certificados de mérito distintos no Art Directors Club Cerimônia Anual de Premiação, a maioria dos prêmios relativos à campanha Believe.